# Stompe deur

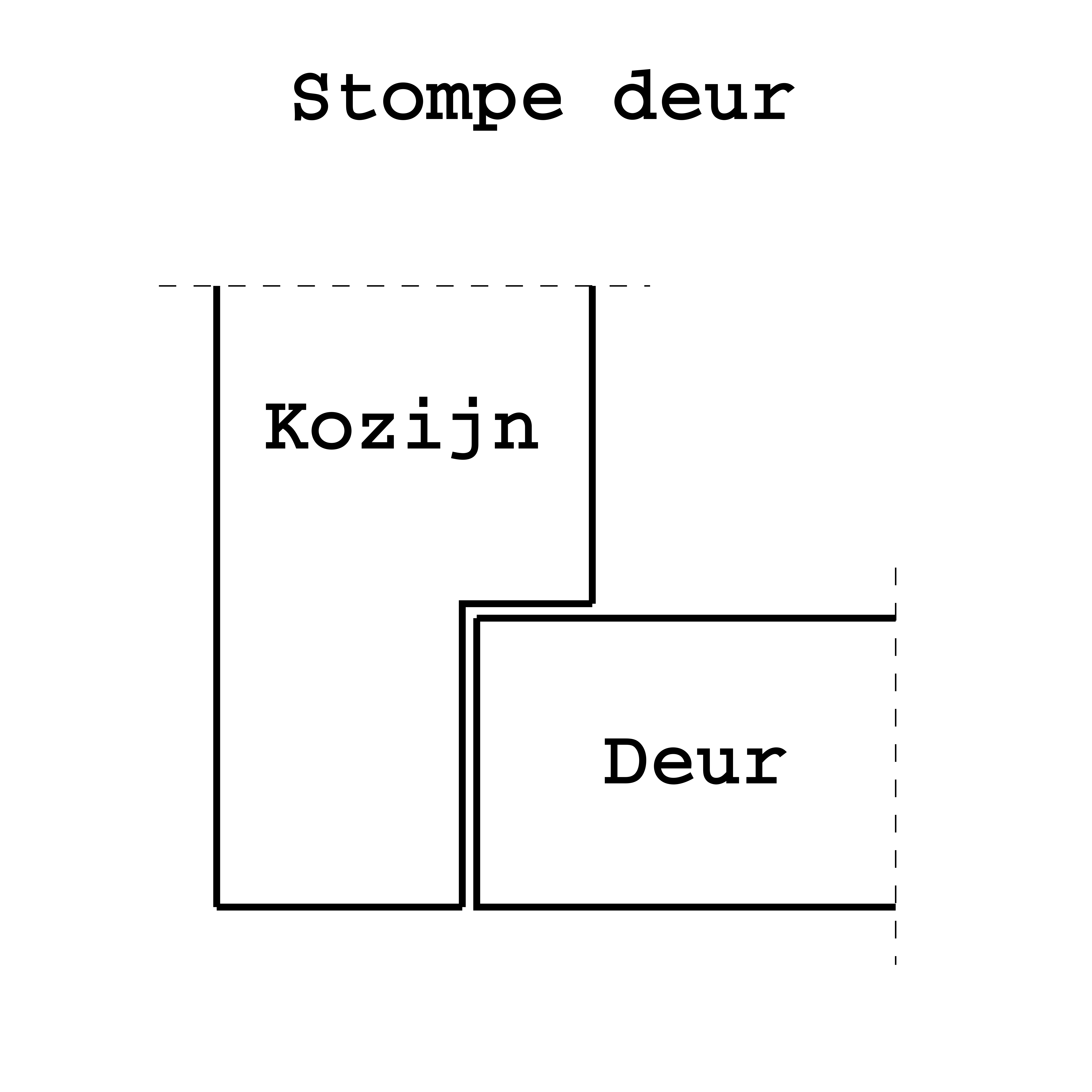
Schematisch overzicht van een stompe deur.

Een stompe deur ook bekend als inlegdeur of sponningdeur is een type deur dat volledig in het deurkozijn valt waarin deze is opgehangen. Stompe deuren kunnen zowel als binnen- als buitendeur worden gebruikt. Deze deuren zijn meestal vervaardigd uit massief hout of mdf en hebben een robuuste, weinig decoratieve uitstraling. Deze deuren worden als minder geschikt beschouwd voor woonvertrekken, omdat ze afhankelijk van het deurkozijn, gemakkelijker tocht doorlaten.
Een stompe deur wordt doorgaans opgehangen met drie standaard vijfknoopsscharnieren en kan zowel aan de linker- als aan de rechterzijde in het kozijn worden opgehangen. Hierdoor kan de draairichting van een stompe deur vrij eenvoudig worden gewijzigd. Doordat de scharnieren zich bevinden tussen de deur en het kozijn, zijn ze niet bereikbaar wanneer de deur is gesloten en daardoor minder inbraakgevoelig. Dit in tegenstelling tot de opdekdeur, een type binnendeur waarbij de ruimte tussen het kozijn en de deur wordt afgedekt.

## Gebruik in detentieruimtes
Doordat een stompe deur geheel in het kozijn valt zijn deze geschikt voor gebruik in: detentieruimtes, penitentiaire inrichtingen, politiecellen, en douane-ophoudkamers. Een gedetineerde kan geen grip krijgen op de deur en kan deze dus ook veel moeilijker beschadigen.